# Hermann Scherer (Bildhauer)

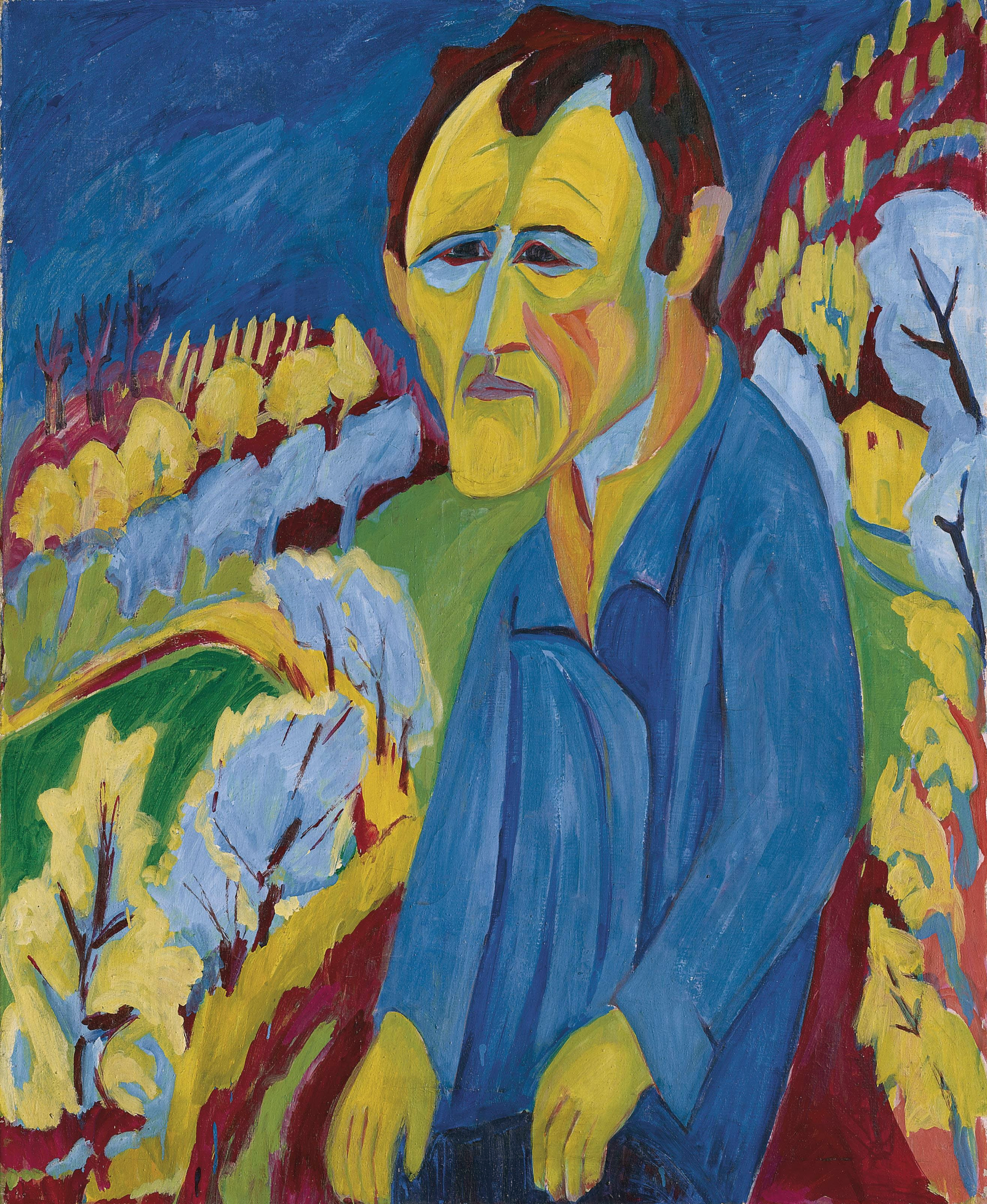
Hermann Scherer: Selbstbildnis in Landschaft, 1924–1926

Hermann Scherer (* 8. Februar 1893 in Rümmingen (Markgräflerland); † 13. Mai 1927 Basel) war ein deutsch-schweizerischer Bildhauer und Maler des Expressionismus, sowie Mitbegründer der Künstlergruppe «Rot-Blau». Er ist heute vor allem für sein Holzskulpturen bekannt, die laut dem Historischen Lexikon der Schweiz „zu den bedeutendsten des Expressionismus gehören“.

## Leben

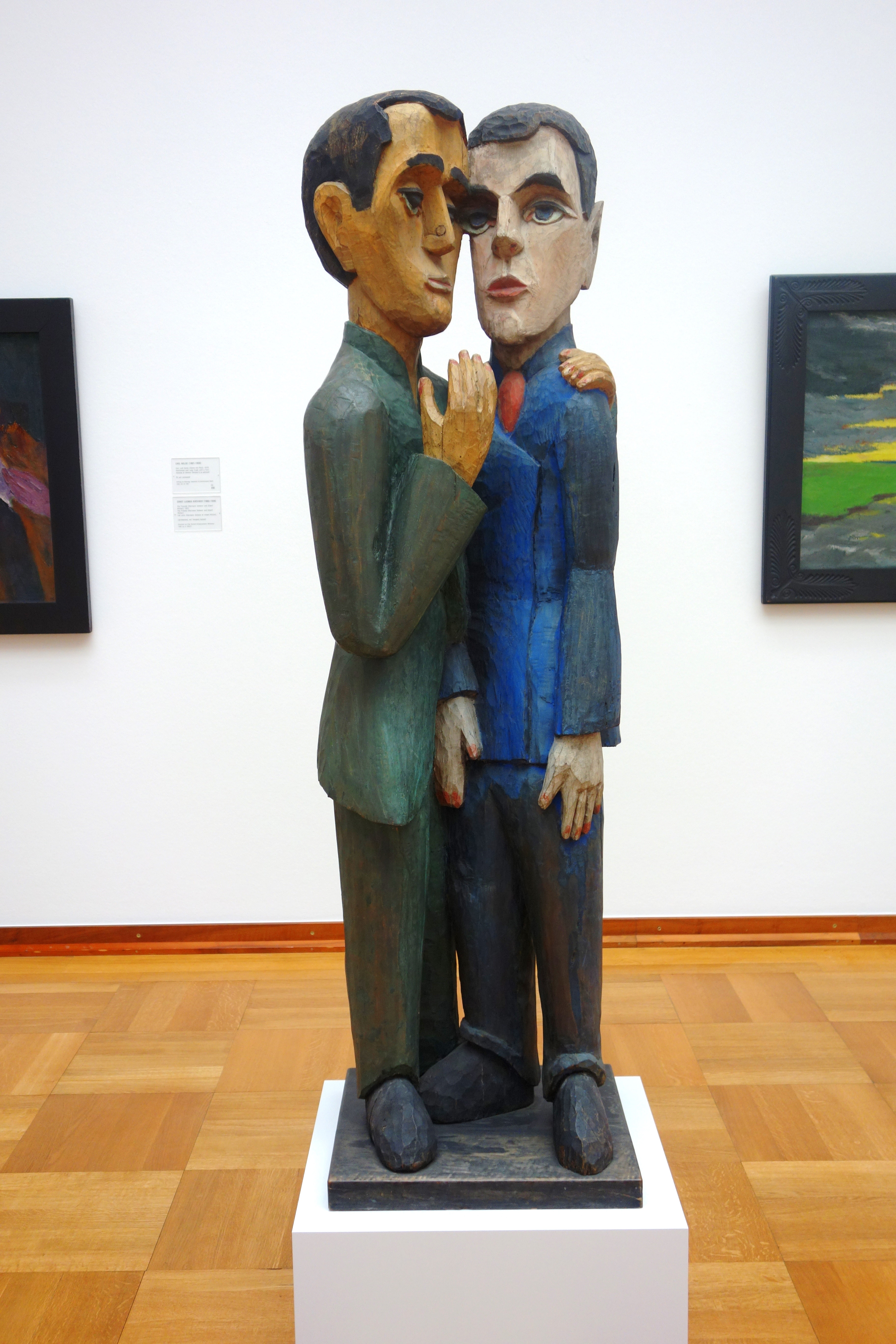
Freunde, Hermann Scherer and Albert Müller von Ernst Kirchner, Kunstmuseum Basel, 1924

Hermann Scherer begann nach Abschluss des Schulbesuchs im Jahre 1907 in Lörrach eine Lehre als Steinmetz in der Lörracher Werkstatt Schwab. In den Jahren 1910 bis 1919 arbeitete er als Steinmetz nacheinander bei den Basler Bildhauern Carl Gutknecht, Otto Roos und Carl Burckhardt. Um 1919/1920 wandte sich Hermann Scherer einer zeitgenössischen Kunstauffassung (und der Malerei) zu. In diesem Zusammenhang zerstörte er viele seiner bis dahin geschaffenen Werke.
Entscheidenden Einfluss auf seine weitere künstlerische Entwicklung hatten Anfang der 1920er Jahre der Besuch einer Edvard-Munch-Ausstellung im Kunsthaus Zürich und die Bekanntschaft mit Ernst Ludwig Kirchner. Bei diesem verbrachte er von 1922 bis 1924 mehrere längere Arbeitsaufenthalte in Frauenkirch bei Davos. 1924 nahm er an der Ausstellung neuerer Deutscher Kunst in Stuttgart mit drei seiner Holzskulpturen teil. Ende 1924 gründete er mit Albert Müller und Paul Camenisch die Künstlergruppe «Rot-Blau», eine Künstlervereinigung nach dem Vorbild der «Brücke», der in der Folge noch Werner Neuhaus beitrat, und die den wichtigsten Beitrag zum Schweizer Expressionismus brachte.

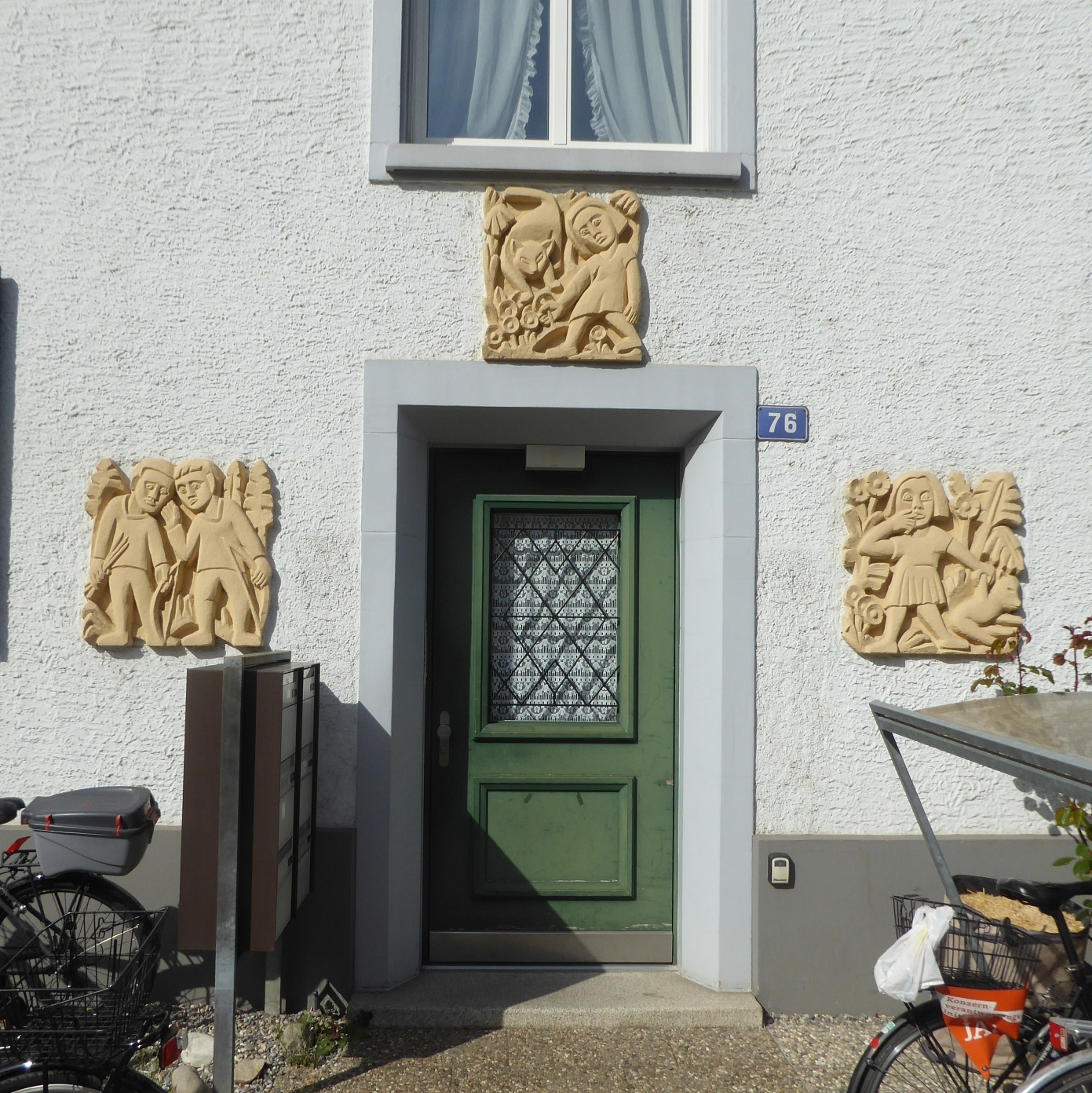
Sandsteinreliefs, Morgartenring 76

Erstmals große öffentliche Resonanz erhielt diese Künstlergruppe anlässlich einer Ausstellung des Basler Kunstvereins und später in Zürich im Jahre 1925. Sowohl in Basel als auch in Zürich wurden einzelne Werke als anstößig zurückgewiesen.
Scherer schuf ca. 1925 im Auftrag des Kinderarztes sowie Mitbegründers der Wohngenossenschaft Grünmatt, Wilhelm Rütimeyer (1887–1975), sechs Sandsteinreliefs.
Obwohl sich 1925 Kirchner und Scherer überwarfen, blieben die künstlerischen Kontakte erhalten. So vermittelte Kirchner die Beteiligung der Gruppe Rot-Blau an der Internationalen Kunstausstellung in Dresden 1926.
Im Herbst 1926 erkrankte Hermann Scherer und starb am 13. Mai 1927. Nach seinem Tod übernahm Max Sulzbachner sein Atelier, das sich direkt neben dem Atelier von Charles Hindenlang befand. Die Kunsthalle Basel gedachte des Künstlers im Jahr darauf mit einer Ausstellung, die mehr als 200 seiner Werke vorstellte. Das Dreiländermuseum in Lörrach beherbergt in seiner Sammlung 118 Objekte Scherers, darunter vor allem Holzschnitte und das Bildnis Otto Staigers.

Drei von insgesamt sechs Sandsteinreliefs für die Hàuser 76 und 78 am Morgartenring in Basel
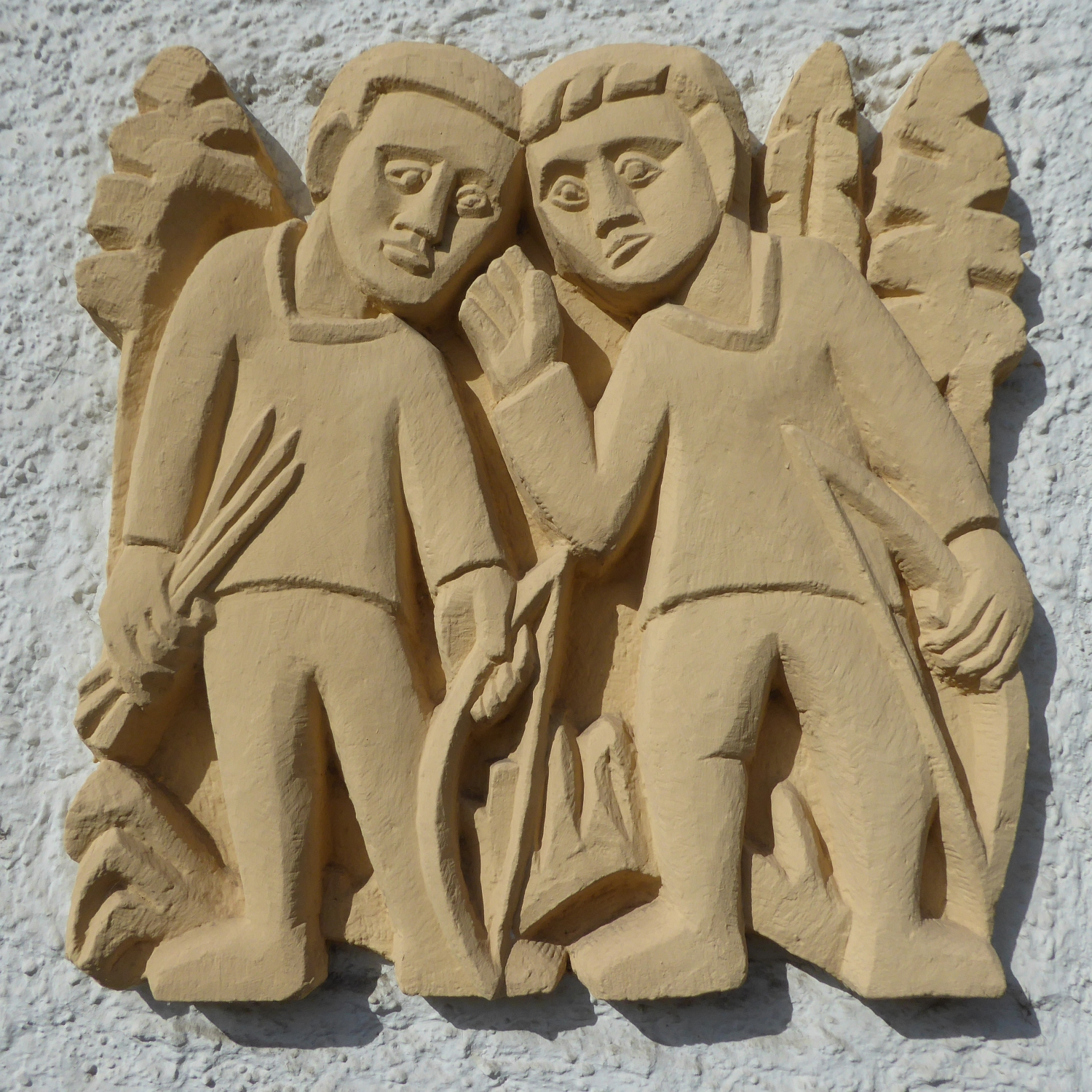
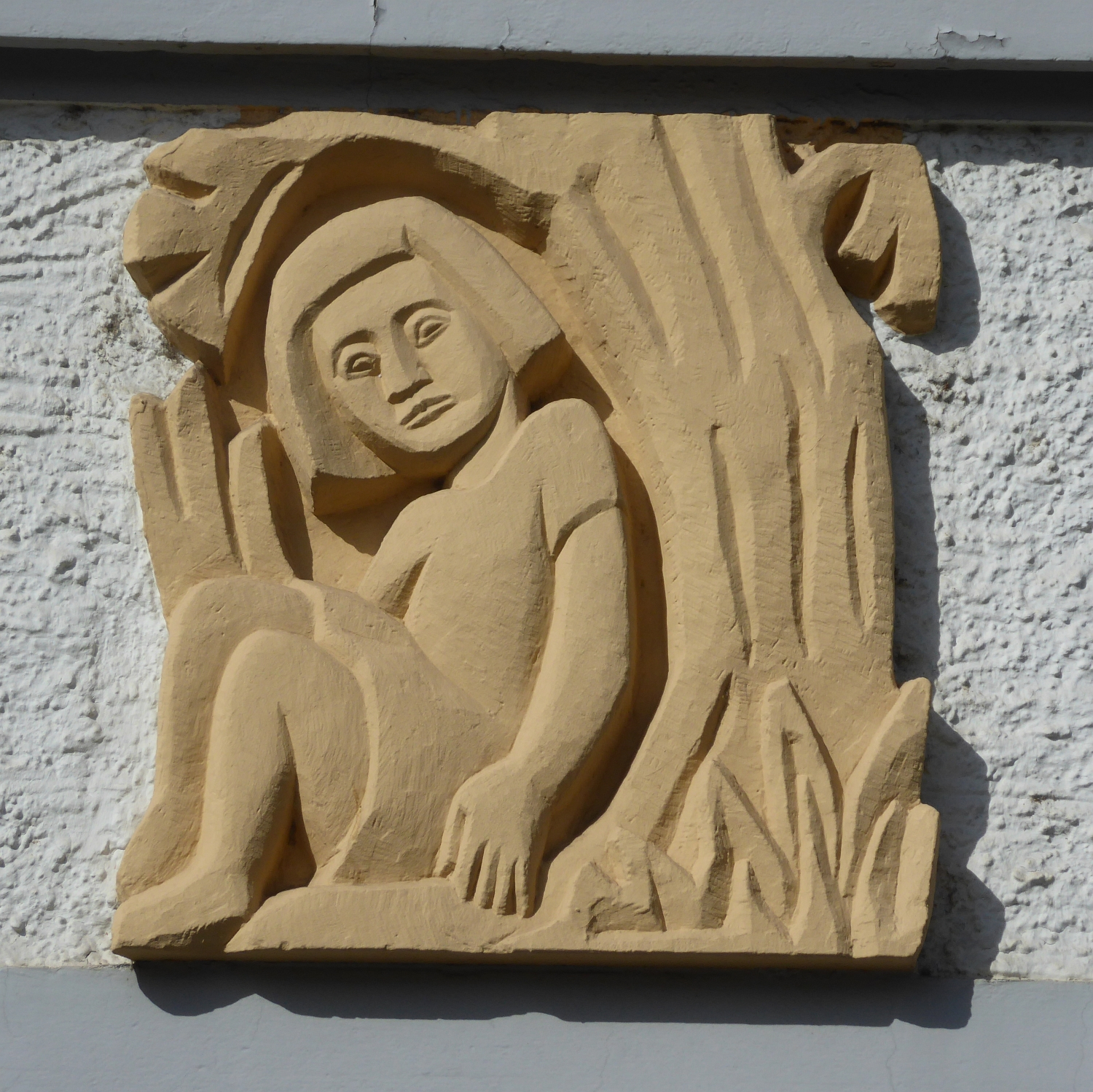
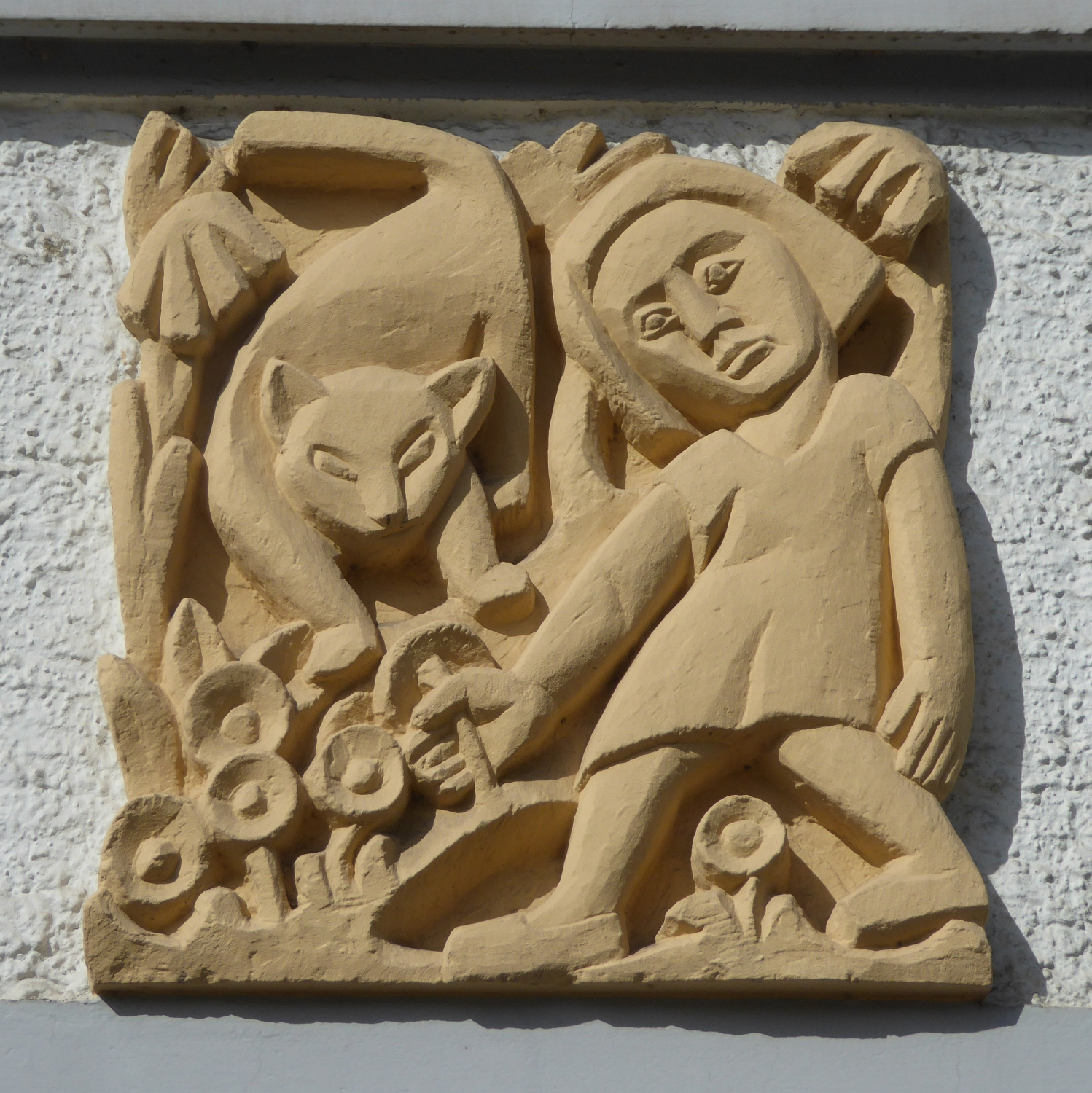

## Sonstiges

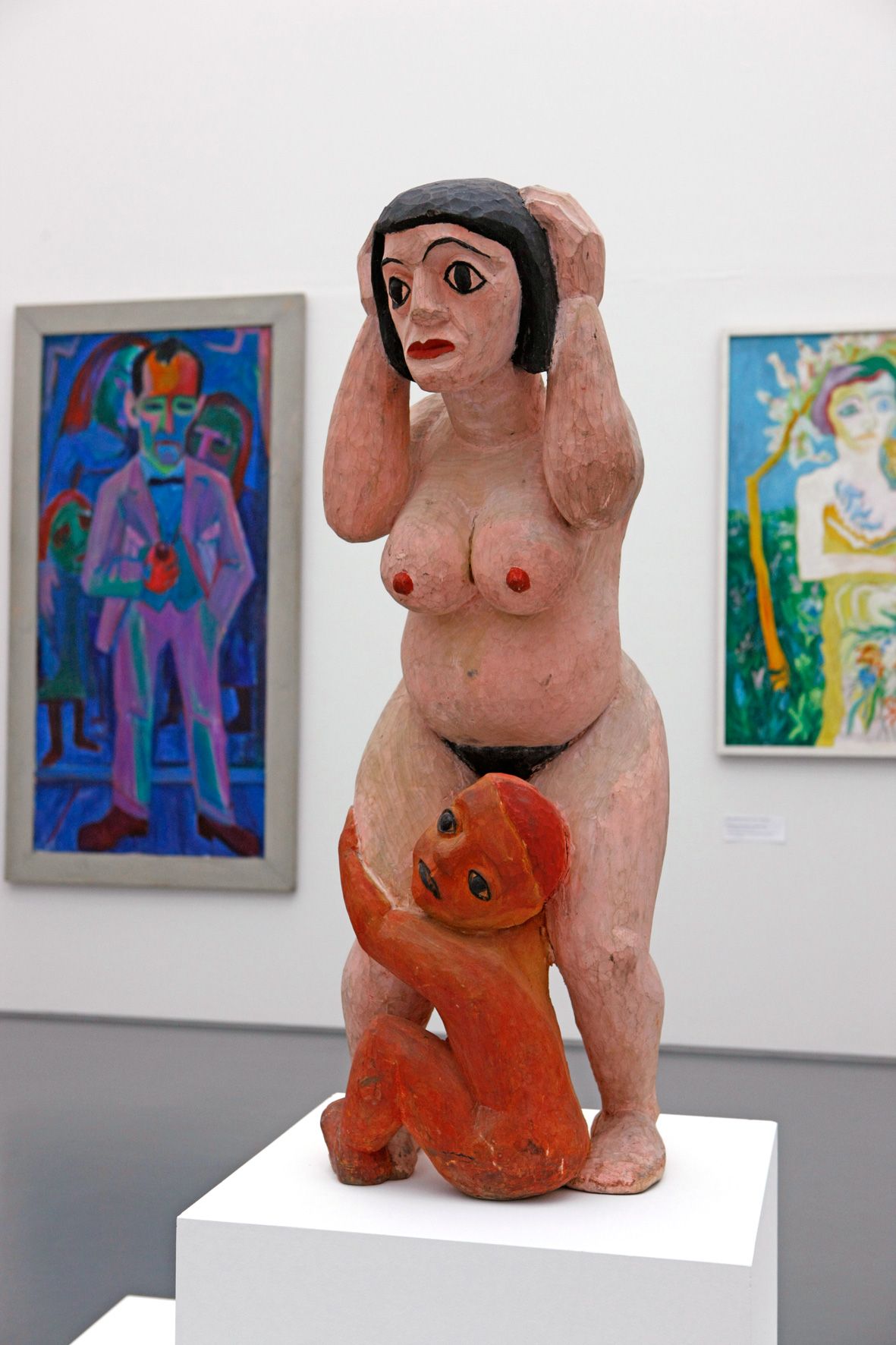
Hermann Scherer: Mutter, Aargauer Kunsthaus, 1924

In Rümmingen wurden in Gedenken an Scherer eine Straße und ein Brunnen nach ihm benannt. 2004 erwarb die Pfalzgalerie Kaiserslautern die Skulptur Das kleine Mädchen für über 284.500 Euro von einer Schweizer Kunstgalerie.

## Einzelausstellungen
- 1926: Zürich, Ausstellung Rot Blau Kunsthaus
- 1927: Dresden, Internationale Kunstausstellung
- 1994: Davos, Hermann Scherer, Galerie Iris Wazzau
- 1995: Wichtrach/Bern Hermann Scherer Galerie Henze & Ketterer
- 2007–2008: Bern, Kunstmuseum; Groningen, Groninger Museum; Chur, Bündner Kunstmuseum Expressionismus aus den Bergen – Kirchner, Bauknecht, Wiegers und die Gruppe Rot Blau
- 2012–2013: Davos, Galerie Iris Wazzau, Ernst Ludwig Kirchner und Hermann Scherer. Eine Gegenüberstellung
- 2019–2020: Freiburg, Museum für Neue Kunst, Expressionist Scherer – direkter, roher, emotionaler[5]
- 2023: Hamburg, Ernst Barlach Haus, Hermann Scherer. Kerben und Kanten. Die Ausstellung zeigt die Kunst des Schweizer Expressionisten im Dialog mit Hauptwerken Ernst Barlachs.